# Jon Toral
Jon-Miquel Toral Harper – meglio noto come Jon Toral – (Reus, 5 febbraio 1995) è un calciatore spagnolo, centrocampista del Mumbai City.

## Biografia
Possiede il passaporto inglese, grazie alle origini della madre.

## Caratteristiche tecniche
Nonostante si tratti di un trequartista, la sua rapidità e l'abilità nell'uno contro gli permettono di essere adattato ad ala.

## Carriera

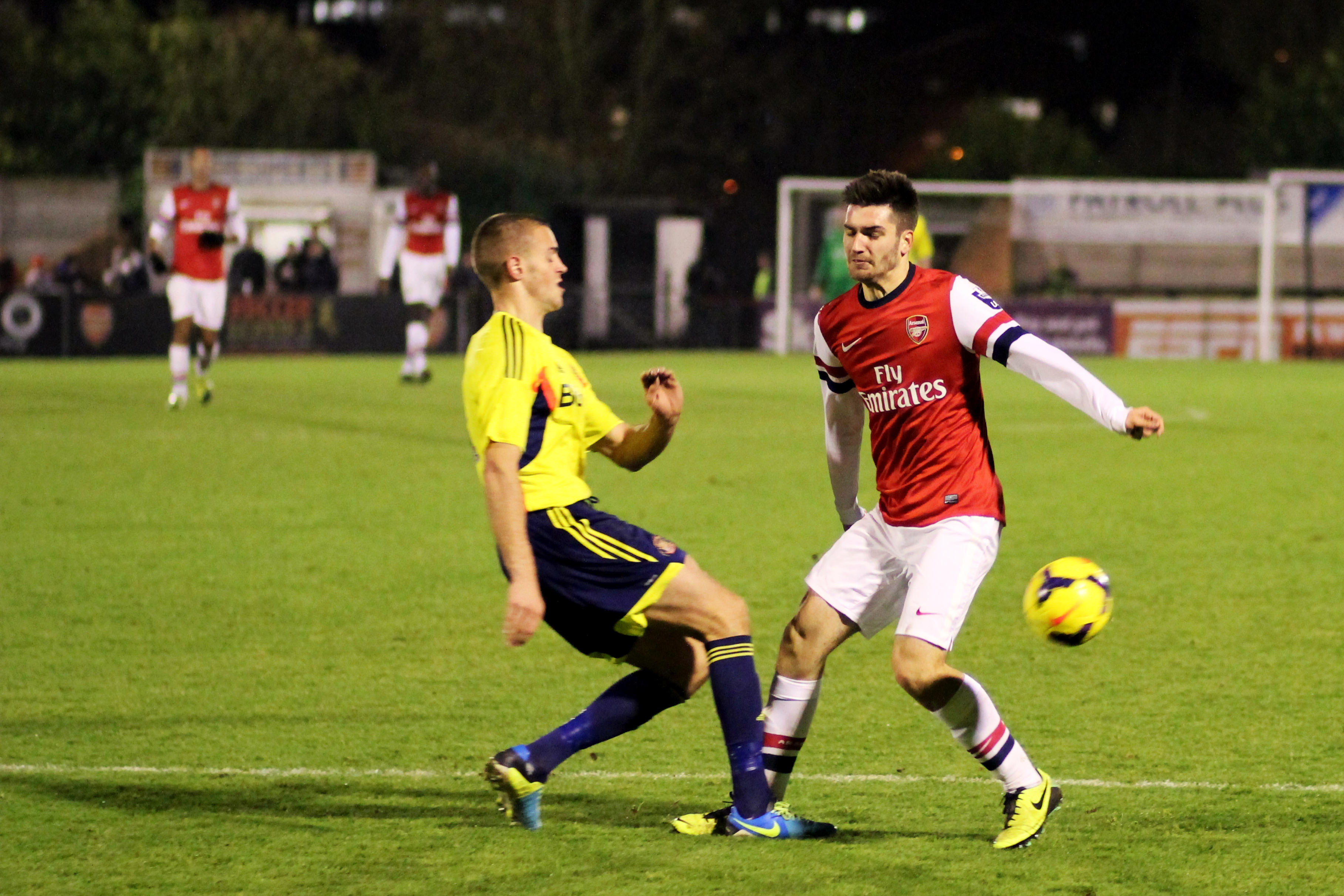
Toral con la maglia dei Gunners

Proveniente dalla cantera del Barcellona, nel 2011 viene prelevato dall'Arsenal. Il 15 agosto 2014 passa in prestito al Brentford, in Championship. Esordisce tra i professionisti il 26 agosto contro in Brentford-Fulham (0-1), partita valida per il secondo turno di Football League Cup. Viene sostituito al 63' da Toumani Diagouraga. Il 24 febbraio 2015 mette a segno una tripletta contro il Blackpool (4-0 il finale).
Il 29 aprile - in scadenza di contratto - rinnova il proprio contratto con i Gunners fino al 2016. Il 30 luglio 2015 passa in prestito al Birmingham City.
Il 12 luglio 2016 passa in prestito al Granada. Esordisce nella Liga il 20 agosto da titolare contro il Villarreal. Lascia il terreno di gioco al 73' al posto di Luís Martins.
Voluto da Mark Warburton - che lo aveva precedentemente allenato al Brentford - il 12 gennaio 2017 passa in prestito ai Rangers, in Scozia. Conclusa la parentesi scozzese, il 24 agosto firma un triennale con l'Hull City.
Il 25 agosto 2020 fa ritorno al Birmingham City.
Il 16 luglio 2021 viene acquistato dall'OFI Creta.
Il 2 luglio 2024 firma un contratto col Mumbai City, squadra indiana militante nella Indian Super League.

## Statistiche

### Presenze e reti nei club
Statistiche aggiornate al 29 marzo 2025.
| Stagione               | Squadra                | Campionato             | Campionato | Campionato | Coppe nazionali | Coppe nazionali | Coppe nazionali | Coppe continentali | Coppe continentali | Coppe continentali | Altre coppe | Altre coppe | Altre coppe | Totale | Totale |
| Stagione               | Squadra                | Comp                   | Pres       | Reti       | Comp            | Pres            | Reti            | Comp               | Pres               | Reti               | Comp        | Pres        | Reti        | Pres   | Reti   |
| ---------------------- | ---------------------- | ---------------------- | ---------- | ---------- | --------------- | --------------- | --------------- | ------------------ | ------------------ | ------------------ | ----------- | ----------- | ----------- | ------ | ------ |
| 2014-2015              | Brentford              | FLC                    | 34+1       | 6          | FACup+CdL       | 1+1             | 0               | -                  | -                  | -                  | -           | -           | -           | 37     | 6      |
| 2015-2016              | Birmingham City        | FLC                    | 36         | 8          | FACup+CdL       | 1+1             | 0               | -                  | -                  | -                  | -           | -           | -           | 38     | 8      |
| 2016-gen. 2017         | Granada                | PD                     | 5          | 0          | CR              | 1               | 1               | -                  | -                  | -                  | -           | -           | -           | 6      | 1      |
| gen.-giu. 2017         | Rangers                | SP                     | 12         | 2          | SC+CdL          | 3+0             | 1               | -                  | -                  | -                  | -           | -           | -           | 15     | 3      |
| 2017-2018              | Hull City              | FLC                    | 27         | 1          | FACup+CdL       | 2+0             | 0               | -                  | -                  | -                  | -           | -           | -           | 29     | 1      |
| 2018-2019              | Hull City              | FLC                    | 8          | 0          | FACup+CdL       | 1+2             | 1+1             | -                  | -                  | -                  | -           | -           | -           | 11     | 2      |
| 2019-2020              | Hull City              | FLC                    | 14         | 0          | FACup+CdL       | 0+2             | 1               | -                  | -                  | -                  | -           | -           | -           | 16     | 1      |
| Totale Hull City       | Totale Hull City       | Totale Hull City       | 49         | 1          |                 | 7               | 3               |                    | -                  | -                  |             | -           | -           | 56     | 4      |
| 2020-2021              | Birmingham City        | FLC                    | 16         | 2          | FACup+CdL       | 1+1             | 0               | -                  | -                  | -                  | -           | -           | -           | 18     | 2      |
| Totale Birmingham City | Totale Birmingham City | Totale Birmingham City | 52         | 10         |                 | 4               | 0               |                    | -                  | -                  |             | -           | -           | 56     | 10     |
| 2021-2022              | OFI Creta              | SL                     | 17+5       | 3          | CG              | 2               | 0               | -                  | -                  | -                  | -           | -           | -           | 24     | 3      |
| 2022-2023              | OFI Creta              | SL                     | 21+3       | 6+2        | CG              | 1               | 0               | -                  | -                  | -                  | -           | -           | -           | 25     | 8      |
| 2023-2024              | OFI Creta              | SL                     | 19+6       | 0+2        | CG              | 4               | 2               | -                  | -                  | -                  | -           | -           | -           | 29     | 4      |
| Totale OFI Creta       | Totale OFI Creta       | Totale OFI Creta       | 71         | 13         |                 | 7               | 2               |                    | -                  | -                  |             | -           | -           | 78     | 15     |
| 2024-2025              | Mumbai City            | ISL                    | 16+1       | 1          | SC              | 0               | 0               | -                  | -                  | -                  | DC          | -           | -           | 17     | 1      |
| 2025-2026              | Mumbai City            | ISL                    | 0          | 0          | SC              | 0               | 0               | -                  | -                  | -                  | DC          | 0           | 0           | 0      | 0      |
| Totale Mumbai City     | Totale Mumbai City     | Totale Mumbai City     | 17         | 1          |                 | 0               | 0               |                    | -                  | -                  |             | 0           | 0           | 17     | 1      |
| Totale carriera        | Totale carriera        | Totale carriera        | 241        | 33         |                 | 24              | 7               |                    | -                  | -                  |             | -           | -           | 265    | 40     |